# Llei Beckham
Llei Beckham o Reial decret 687/2005 és un decret de modificació del text refós de la Llei de l'impost sobre la renda, vigent entre 2005 i 2007, integrada en el decret 439/2007 encara vigent. La llei disposa condicions especials per als estrangers que treballen. Per exemple, els permet tributar com a no residents durant un nombre limitat d'anys. Així,  El decret 9/2015 facilita que alguns estrangers paguin impostos al tipus general fix del 19,5%. Aquest tipus és especialment baix perquè el tipus màxim a Espanya és del 45% (article 101). La llei Beckham beneficia primordialment les rendes molt altes, perquè aquests estrangers no tributen d'acord amb el llur tram de renda.
Com que el futbolista David Beckham va ser un dels primers a acollir-se a la mesura, la llei es va rebatejar popularment com a «Llei Beckham».